# ZIS-151
ZiS-151 byl sovětský víceúčelový nákladní automobil, který sloužil zejména k vojenským účelům. Vyráběl se v letech 1947–1965 v továrně ZiS (Zavod imeni Stalina), který byl po Stalinově smrti a odhalení jeho kultu osobnosti přejmenován na ZiL (Zavod imeni Lichačeva). Proto se automobily vyráběné po roce 1956 nazývaly ZiL-151.
Automobily ZIS nahrazovaly v Sovětské armádě vozy, které byly užívány v druhé světové válce, například americké Studebakery US6.  Automobil Zis-151 byl prvním sériově vyráběným nákladním automobilem s pohonem 6x6 v Sovětském svazu.  Vzorem pro jeho výrobu byl americký dvouapůltunový automobil 6x6 s plechovou karoserií IHC.
Proti zažitému faktu, že ZIL - 151 je kopií amerických automobilů ruský časopis uvádí:  rozměry automobilu Studebaker a ZIS - 151 obou vozů jsou totožné a hlavní skupiny jako hnací nápravy, odpružení a přídavná převodovka jsou „vypůjčeny" od vozu Studebaker. Exteriéry obou vozů jsou odlišné, ale stylově bízký je International KR. Interiér vozu (přístrojová deska) je kopií Chevroletu T.
Na podvozku ZIS - 151 byl založen:
- kolový obrněný transportér BTR-152.[4]
- nákladní automobil obojživelný BAV - ZIL 485 - podle vzoru GMC DUKW - 353[2]

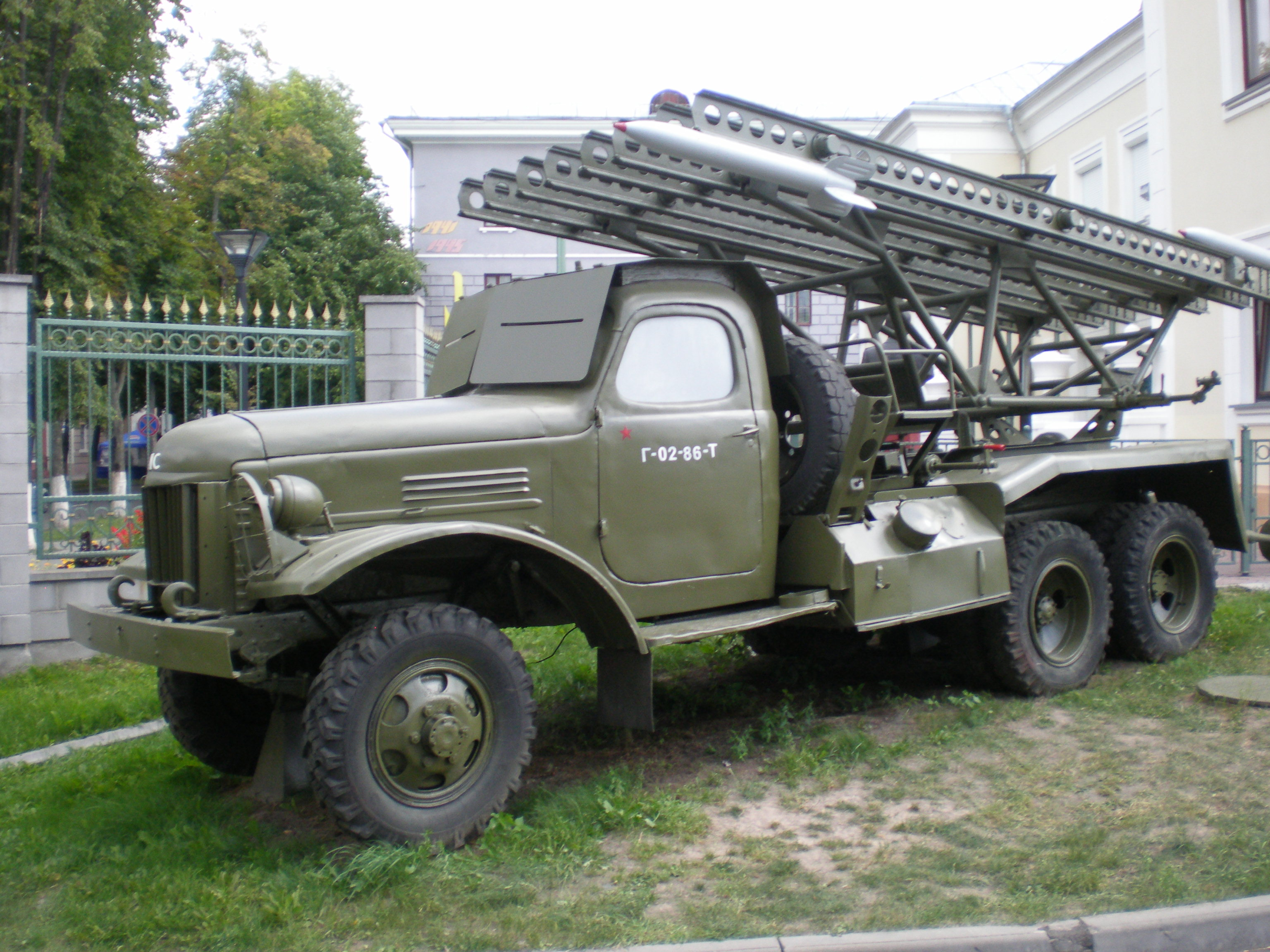
Raketomet BM-13-16
na podvozku ZIS-151

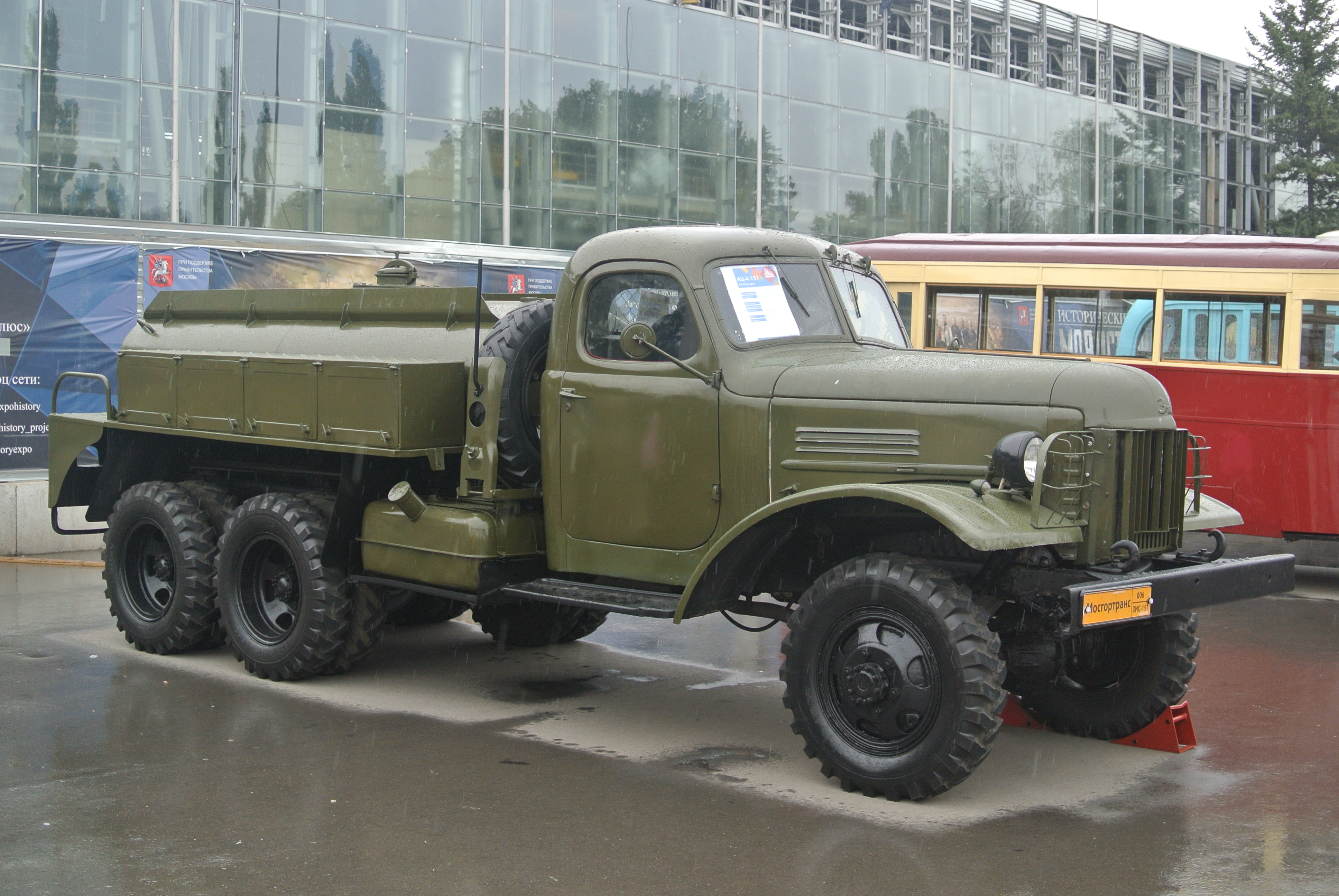
Autocisterna AC-4-151
na podvozku ZIS-151

## Technické údaje
- Pohotovostní hmotnost 5 580 kg
- Nosnost: na silnici 4 500 kg, v terénu 2 500 kg
- Přípojná hmotnost 3 600 kg
- Délka 6,93 m
- Šířka 2,32 m
- Výška (s plachtou) 2,31 m
- Rozvor 4,23 m
- Rozchod přední/zadní 1,59/1,72 m
- Světlá výška 0,26 m
- Ložná plocha 3,57 x 2,09 x 0,93 m
- Pohon 6x6
- Motor: šestiválcový ZIS 121
- Palivo: benzín
- Výkon 67 kW (92 k)
- Chlazení kapalinové
- Spojka suchá, jednokotoučová
- Převodovka mechanická 5 + 1
- Přídavná převodovka 2°
- Nápravy tuhé
- Pérování podélné listové pružiny
- Řízení šnek s kladkou
- Brzdová soustava vzduchotlaká
- Pneumatiky - 12,00—18
- Elektrické příslušenství 12 V
- Kabina - kapotová 3 místná
- Palivová nádrž 2 x 150 l
- Maximální rychlost 60 km/h
- Brodivost 0,8 m
- Nájezdový úhel vpředu/vzadu 50/32°
- Poloměr otáčení 12 m
- Spotřeba paliva na 100 km - letní 67 l, zimní 85 l